# Niles, Ohio
Niles är en mellanstor stad i Ohio, USA. Staden har 20 932 invånare (2000).
USA:s president 1897-1901, William McKinley, föddes här.
Det var i Niles som James Heaton i början av 1800-talet hittade den första järnmalmen i området och byggde upp masugnar. Det var detta som var starten till att området i östra Ohio och västra Pennsylvania blev det allra viktigaste stålindustriområdet i USA.